# 乔瓦尼·洛塞尔索
乔瓦尼·洛塞尔索（西班牙語：Giovani Lo Celso；1996年4月9日—），是一名阿根廷的職業足球運動員，司職進攻中場，現時效力西甲球隊贝蒂斯。他曾代表国家参加2016年夏季奥林匹克运动会、2018年世界杯足球赛和2019年美洲杯足球赛。

## 球會生涯

### 熱刺
洛塞爾索與托特纳姆热刺足球俱乐部的合約於2020年1月28日永久生效，新合約有效期至2025年夏天。
2020年11月21日，洛塞尔索在球隊主場2-0擊敗對手曼城的比賽中踢進在熱刺的首次聯賽進球。
2022年1月31日，洛塞爾索租借加盟西甲球會比利亞雷阿爾，直至2021-22賽季結束。

## 國家隊生涯
2019年5月，洛塞尔索被列入利昂内尔·斯卡洛尼的2019年美洲杯阿根廷队最终23人名单。
2021年6月，洛塞尔索入選了阿根廷參加2021年美洲國家盃的大名單。 7月10日，他隨隊獲得美洲盃冠軍。

## 榮譽

### 球會
巴黎聖日耳曼
- 法国足球甲级联赛冠軍：2017–18
- 法國盃冠軍：2016–17、2017–18
- 法國聯賽盃冠軍：2018

### 國家隊
阿根廷
- 美洲國家盃冠軍：2021[5]、2024
- 歐美超級杯冠軍：2022

## 外部連結
- Soccerway資料庫：乔瓦尼·洛塞尔索